# Arcus anterior atlantis

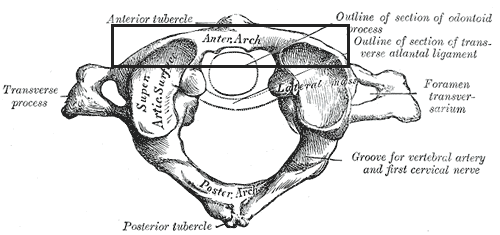
Az atlas (a bekeretezett rész)

Az arcus anterior atlantis az atlas gyűrűjének 1/5-ét alkotja. Az elülső felszíne konvex és középen van a tuberculum anterior vertebrae cervicalis ami a musculus longus collinak biztosít tapadási helyet. Hátulról nézve konkáv és van rajta egy sima, kör vagy ovális alakú csiszolat (fovea dentis) ami a dens illeszekdése helye ami az axis része.